# Jonas Tatoris
Jonas Tatoris (* 17. Juni 1925 in Medeikiai, Rajongemeinde Biržai; † 6. März 2004) war ein litauischer Kunsthistoriker.

## Leben
Nach dem Abitur 1943 am Gymnasium Biržai absolvierte er die Kurse für Sportlehrer in Kaunas und ab 1945 studierte an der Fakultät für Architektur des Vilniaus dailės institutas, aber 1946 wurde er für antisowjetische Tätigkeit verurteilt und deportiert. 1971 absolvierte er das Studium der Kunstwissenschaft am Vilniaus dailės institutas. Ab 1958 lebte er in Klaipėda, lehrte am Lehrstuhl Klaipėda der Vilniaus dailės akademija, von 1995 bis 1997 war Mitglied im Rat der Stadtgemeinde Klaipėda.
Ab 2002 war er Ehrenbürger von Klaipėda.